# رافاييل أندرادي سانتوس
رافاييل أندرادي سانتوس هو لاعب كرة قدم برازيلي في مركز الوسط، ولد في 22 مايو 1995 في ريو دي جانيرو في البرازيل. لعب مع Orlando City B ‏.

## وصلات خارجية
- رافاييل أندرادي سانتوس على موقع الدوري الأمريكي (الإنجليزية)
- رافاييل أندرادي سانتوس على موقع قاعدة بيانات كرة القدم.إي يو (الإنجليزية)